# Ceriagrion inaequale
Ceriagrion inaequale är en trollsländeart som beskrevs av Maurits Anne Lieftinck 1932. Ceriagrion inaequale ingår i släktet Ceriagrion och familjen dammflicksländor. Inga underarter finns listade i Catalogue of Life.